# 成城大学
成城大学（せいじょうだいがく、英語: Seijo University）は、東京都世田谷区成城六丁目1番20号に本部を置く日本の私立大学。1926年創立、1950年大学設置。大学の略称は成城（せいじょう）。

## 概説
- 成城学園公式サイトでは、学園名は中国の古典「詩経」の「大雅」の一節にある「哲夫成城」に由来するとしている[1]。
  - 成城学園の「学園の歴史、学園名の由来」では次のように説明されている。「『成城』という学園名は、中国の古典「詩経」の大雅の一節にある「哲夫成城」（哲夫城を成す）から取られています。哲夫とは哲人、哲士とも言われ「道理をわきまえ、見識の優れた人」のことです。「哲夫は城（くに）を形作るものである」という言葉から学園の名前が『成城』と名付けられました。[1]」
  - 2014年頃まで祖師谷に存在した寮・宿泊施設に「哲士寮」と命名していたのは、「哲夫成城」に由来する[2]。
  - 成城という地名は、1927年に実施された耕地整理の際に成城学園の校名を元に「喜多見成城」として命名されたもので、成城学園が現校地へ移転した際には府下北多摩郡砧村喜多見という地名であった[3]。
  - 陸軍士官学校の予備校的位置づけであった男子校の「成城学校」では、『詩経』「大雅篇」にある、「哲夫成城」に由来するとしている。「哲夫」とは智徳のすぐれた男子のことであり、哲士、哲彦ともいう。 成城の城は国を指し、国を成すの意。すなわち、知達の士は国家を興隆させる者であるとの表明である。哲夫成城は「哲夫成城　哲婦傾城」（賢い男が城を作るが賢い女は城を傾ける）の対句で成り立つため、その言葉は「哲婦傾城」（賢い女は城を傾ける）をも意味するものである。したがって、男女共学の「成城学園」においては、「成城」の語源を哲夫成城に求めることは適切でないとの見解に基づき、『國語』「周語下」にある「衆心成城」とする説もある[4]。
- 経済、文芸、法、社会イノベーションの4学部11学科からなる理系学部をもたない文系の総合大学であるが、以前は理系学部を有していた[3]。
- 個性を尊重した教育など、学園の創設者である澤柳政太郎が示し、小原國芳が発展させた教育理念を高等教育でも継承することを目指し、少人数教育を重視している。
- 2017年に成城学園は創立100周年を迎えた。それに伴い、「教育改革」、「教育環境整備」、「地域・社会連携」を3本の柱とする「成城学園第2世紀プラン」を作成し、「第2世紀の成城教育」を実現するためのさまざまな取り組みを学園全体で行っている[5]。
- 成城大学は、財団法人大学基準協会に成城大学自己点検評価を提出し、「評価の結果、貴大学は本協会の大学基準に適合していると認定する」との評価結果を得ている[6]。

## 沿革
（沿革節の主要な出典は公式サイト）

### 略歴
- 澤柳政太郎が、1917年に成城中学校に併設した成城小学校（創立者は日本体育会体操学校（のちの日本体育大学）と同じ日高藤吉郎ら）を源流としている（後に正式に分離独立した）。その後、1926年に7年制高等学校である旧制成城高等学校を創設、翌年には、高等女学校である成城高等女学校を創設した。
  - 成城学校との関係については学校法人成城学園#成城学校との関係を参照。
- 1949年の学制改革に伴い、旧制成城高等学校及び成城高等女学校を母体として新制大学と新制中学校・新制高等学校へ組織変更することとなり、1950年に成城大学が創設された。
- 成城大学は、当初、経済学部と理学部の2学部を設置していたが、1954年理学部を廃止。同年、文芸学部と短期大学部を開設した。さらに1977年には法学部が設置された。2005年には短期大学部を廃止、社会イノベーション学部を新設している。
- 現在の大学の規模は学部が経済、文芸、法、社会イノベーションの4学部11学科。大学院が4研究科10専攻。なお2015年5月1日現在の数字によると専任教員数152（教授109 准教授28 専任講師11、特別任用教授等4）、非常勤講師412、学生数は学部が5,977人、大学院106人である[9]。

### 年表
- 1917年（大正6年） - 成城小学校開設。
- 1926年（大正15年/昭和元年） - 成城高等学校創設
- 1927年 - 成城高等女学校創設。
- 1950年（昭和25年） - 成城高等学校および成城高等女学校を母体に成城大学を開設、経済学部・理学部を設置。旧制成城高等学校(7年制)廃止。
- 1954年 - 文芸学部、短期大学部を設置。理学部を廃止。
- 1967年 - 大学院を設置。
- 1973年 - 民俗学研究所を設置。
- 1977年 - 法学部を設置。教育研究所を開設。
- 1980年 - LLセンター、計算機センターを開設。現代法学研究室を設置。
- 1987年 - 法学研究科を設置。経済学研究所を開設。伊勢原総合グラウンド完成。
- 1996年（平成8年） - スポーツセンターが完成。
- 2005年 - 社会イノベーション学部を設置。計算機センターを改組しメディアネットワークセンター（MNC）を創設。
- 2007年 - 新3号館が完成。
- 2008年 - 民俗学研究所グローカル研究センター設置。大学中庭のリニューアル。1号館、2号館の耐震工事とリニューアル。
- 2009年 - 社会イノベーション研究科を設置。
- 2011年 - 研究機構を設置。研究機構の下でグローカル研究センター独立。

## 基礎データ

### 所在地
- 成城キャンパス（〒157-8511　東京都世田谷区成城6-1-20）

## 教育および研究

### 組織

#### 学部

##### 経済学部
- 経済学科
- 経営学科

##### 文芸学部
- 国文学科
  - 国文学、漢文学、国語学を学ぶ。
- 英文学科
  - 英語の運用能力の習得だけでなく、英語圏の文学、英語圏の文化、英語学を学ぶ。
- 芸術学科
  - 美学、芸術学（音楽学・演劇学・映画学）と美術史（日本・東洋・西洋）の各分野を併せ持つ、日本でも数少ない学科として知られている。
- 文化史学科
  - 主に「日本史学」「民俗学」「文化人類学」という3つの柱から成り立つ。
- マスコミュニケーション学科
  - 新聞、雑誌、放送といったマスメディアの研究のほか、心理学、社会学、コミュニケーション理論も学ぶ。
- ヨーロッパ文化学科
  - ドイツ、フランスの文学、歴史、哲学、芸術などを学ぶ。

##### 法学部
- 法律学科[10]
  - 法曹コース
法律専門家の人材を育成する
  - 企業と法コース
会社法、労働法、独占禁止法など、企業活動に役立つ法的知識を学ぶ
  - 公共政策コース
行政をめぐる諸制度を学ぶ
  - 国際社会と法コース
国際法、国際組織法、比較政治学などを学ぶ

##### 社会イノベーション学部
- 政策イノベーション学科[注 1]
- 心理社会学科[11]

#### 研究科
- 経済学研究科[12]（博士課程前期・博士課程後期）
  - 経済学専攻
  - 経営学専攻
- 文学研究科（博士課程前期・博士課程後期）
  - 国文学専攻
  - 英文学専攻
  - 日本常民文化専攻
  - 美学・美術史専攻
  - コミュニケーション学専攻
  - ヨーロッパ文化専攻
- 法学研究科（博士課程前期・博士課程後期）
  - 法律学専攻：憲法、行政法、行政学、税法、民法、商法、経済法、刑法、民事訴訟法、刑事訴訟法、国際法、国際私法
- 社会イノベーション研究科（博士課程前期・博士課程後期）
  - 社会イノベーション専攻

#### 附属機関

##### 民俗学研究所
- 民俗学研究所は柳田國男寄贈書を納めた、「柳田國男文庫・民俗学研究所」を基に設立された研究所である。
  - 柳田國男文庫[13]堀文庫、佐伯文庫がある。
  - 毎年特別展や、講演会を行っている。日本の大学としては数少ない民俗学専門の研究所である。

##### 経済研究所
- http://www.seijo.ac.jp/research/economics/
- 高垣文庫（http://www.seijo.ac.jp/research/economics/takagaki-library/）
  - 貴重書として、アダム・スミス、ジェームズ・スチュアート、トマス・ロバート・マルサス、デヴィッド・リカードなどの18-19世紀の著名な経済学者の原典、19世紀初頭のイギリス地金論争のパンフレット、ルイ15世の財務総監であったジョン・ローの著作とその関連文献などがある。

##### 研究機構
- 2011年4月、外部競争的資金の獲得・運用等、研究活動の支援・促進を目的として設置
- グローカル研究センター
  - 2008年10月、成城大学民俗学研究所の下に設立された研究機関
  - 2011年4月、民俗学研究所より独立して研究機構の下に移管（http://www.seijo.ac.jp/research/glocal-center/）

##### 図書館・資料室
- 成城大学図書館
  - 平成元年に新築。地上4階（一部5階）、地下3階。
  - 人文・社会科学系を中心とした図書が約720,000冊、9,900種類の雑誌、28,000点以上のマイクロ資料、そして、約60,000点のAV（AudioVisual）資料を所蔵
- 雑誌室：3号館3F（経済学部、文芸学部、社会イノベーション学部関係の雑誌を所蔵）
- 文芸学部共用研究室：3号館3F
- 法学資料室：5号館
  - 国家試験対策文庫

##### メディアネットワークセンター
- 8号館1Fにパソコン等を自由に使えるオープンルームがある[14]。
- このほか大学内に無線LAN、ネットワークプリンター等を設置しているため、スマートフォン、ノートPC等を接続して、ネット閲覧、プリンタへの出力等を行うことができる[15]。

##### 国際センター
- 2015年4月1日に国際交流室から改組となった。

##### キャリアセンター
- 2015年4月1日にキャリア支援部から改組となった。

##### 教育イノベーションセンター
- 2015年4月1日に開設した。

### 教育

#### 成城学
- 「成城学」は、全学共通教育科目である。これは、成城という街、成城で学んだ人、住む人を対象とたフィールドスタディ[16]、成城に住み、研究した民俗学の創始者である柳田國男などを対象とする成城大学特有の授業である。
- 「成城学」の協力講座として、成城学園の建学の理念や歴史を正しく理解する「成城学園を知る」という講義も開設されている。これは、大学の研究者だけでなく、成城学園の関係者（成城学園学園長、元初等学校校長、元成城学園中学校高等学校校長、成城学園中学校教諭など）の他、成城自治会副会長なども講師として登壇するユニークな授業となっている[17]。

#### 文部科学省支援プログラム
- 文部科学省　学生支援推進プログラム（GP）
  - 大学教育・学生支援推進事業
- 文部科学省　就業力育成・認定プログラム（GP）
  - 成城大学就業力育成・認定プログラム

#### ゼミナール大会
- 経済学部では、毎年、12月ごろにゼミナール大会が行われる。午前中は2年ゼミ説明会とオープンゼミ、午後からはゼミナール発表が行われる。
- 社会イノベーション学部では、11月にゼミナール大会が行われる。

#### 留学制度
- 成城大学では交換留学、提携留学、認定留学、短期語学留学という4つの留学制度を設けている。交換留学、提携留学の留学先の学費は、大学が負担している。

#### 海外インターン
- 夏期マレーシア短期海外研修を2013年から実施している[18]。
  - 8、9月の夏期休暇中に3週間実施
  - 国立のマレーシア工科大学（Universiti Teknologi Malaysia：UTM）クアラルンプールキャンパスにて、ビジネス英語研修や学内施設でのインターンシップ
  - 現地日系企業でのインターンシップ　1～２週間
    - インターンシップ先[19]：ユニクロ、クアラルンプール伊勢丹KLCC店、紀伊國屋書店KLCC店、JTBクアラルンプール店、JALマレーシア支店など

  - 事後報告会　主に各企業の本社にて
  - 2015年度より単位化し、また、インターンシップ先の拡充を行った。
  - 2015年度報告会：http://www.seijo.ac.jp/career/news/jtmo42000000cyk0.html
  - 2016年度報告会：http://www.seijo.ac.jp/career/news/jtmo42000000fpej.html

#### 成城学びの森
- 生涯学習支援事業として、成城学びの森を開催している。
  - オープンカレッジ（講演会、無料、年3回程度開催）
  - コミュニティカレッジ（5-6回の講座、有料、春と秋に30講座程度開講）
    - http://www.seijo.ac.jp/social-activity/lifelearn/

#### その他（非正課）
- 自主マスコミ講座
  - 文芸学部の森暢平が開講しているマスコミ志願者向け講座（非正課）である。

### 産学連携
- 小田急電鉄との連携・協力に関する基本協定2013年5月27日[20]
  - 「小田急沿線における新たな集客エリアの創造に資する新規ビジネス」の企画・提案（2013年6月～2014年1月）[21]
  - 「小田急沿線におけるニューツーリズム商品」の企画・提案（2013年9月～2014年1月）
  - 2013年度、2014年度の取り組み
    - 小田急線沿線のニューツーリズム ― 豪徳寺街歩きツアーを1日限定で商品化2015年02月03日
    - 事業アイディア創出　最終報告会2014年12月17日
- 2014年3月12日
  - ビッグデータの活用等により、未来社会に貢献するとともに人材育成を図ることが目的。
  - 日本IBM提供による講義「データサイエンス概論」（人間とコンピューターの新たな関係を築くビッグデータの活用）を2015年度から開設[22]

## 入学試験
- 成城大学ブリッジ（成城大学入試情報サイト）参照。
- 全学部統一入試（一般入試S方式）　
  - 全学部
2015年度より新設。試験科目は「英語」と「国語」の2教科で、全問マークシート方式。全学部学科との併願が可能。A方式、B方式との併願も可。
- 成城大学独自入試（一般入試A方式）　
  - 全学部
記述式。全学部との併願が可能（併願は学部単位）。S方式、B方式との併願も可。
- 大学入試センター試験利用（一般入試B方式 前期日程）　
  - 全学部
個別試験はなし。センター試験前に出願。全学部学科との併願が可能。S方式、A方式との併願も可。
- 大学入試センター試験利用（一般入試B方式 後期日程）　
  - 全学部
個別試験はなし。センター試験後の2月中旬から3月までに出願。全学部学科との併願が可能。
- AO入試　
  - 文芸学部、社会イノベーション学部
- 推薦入試（指定校）　
  - 全学部　
5月末から6月頃各高等学校長宛てに推薦を依頼
- 学士入学（4年制の大学を卒業した人などが対象） 
  - 文芸学部、法学部
- その他の特別入試（飛び入学制度／単位認定入試）　
  - 文芸学部

## 学生生活

### 部活動・クラブ活動・サークル活動
- 課外活動を行う団体は、研究団体、文化部連合団体、体育部連合団体、公認サークルに分かれている。
  - 課外活動（クラブ活動）の一覧と紹介リンク
  - 文化系クラブのクラブ棟として文連ハウスが、体育会系クラブのクラブ棟として体連ハウスがある。文連ハウスは成城大学の卒業生である辻仁成の小説に度々登場している。
  - 映画『虹の女神』（プロデューサー：岩井俊二/橋田寿宏、原案：桜井亜美、監督：熊澤尚人）は、文連ハウスでロケが行われた。映画チラシで使われているシーンは、文連ハウスの屋上である。
- 学友会特別機関という名目で厚生部、放送部、應援団、新聞会がある。
  - 特に厚生部は大学の入試広報課や学生部と協力関係にあり、同大学の下宿・アルバイト斡旋や、学内の行事（入試、オープンキャンパス）や成城大学が受検会場となる各種検定試験の試験監督などの業務を随意的に受け持っている。
- 学部特別団体は、文芸学部の特別団体（下部団体）であるシェイクスピア研究会、経済学部の特別団体である社会研究会、法学部の特別団体である司法試験勉強会、というように各学部に複数の特別団体があり、部活動を行っている。
  - 学生会系の文化部連合・体育部連合とは異なり、各特別団体の予算は、各学部からそれぞれ供出される。よって、特別団体の活動テーマは、それぞれの学部の研究分野に関連しなければならない。また、原則として団体の部長等の役員は所属の学部生が就く。一方、その学部の学生でなければ入部できないというわけではなく、法学部の学生が文芸学部の特別団体に、経済学部の学生が法学部の特別団体に…と自由に入部して活動できる。
- 1990年代後半まで、「軽井沢セミナー」（略称「軽セミ」）と呼ばれるサークルのような自主ゼミが毎夏運営された。
  - 毎年、有志が執行部を組織し、ゼミの参加者を募る。1ゼミ10人前後で複数のゼミをつくり、それぞれのゼミで講師の先生（大学の教授、助教授、講師）に講義を依頼して、夏休みに軽井沢にある成城大学の施設「白樺荘」で、合宿形式のゼミを行った。完全な学生の自主性によるゼミであり、学部の別も問わなかった。

### 学園祭
- 成城大学の学園祭は「成城祭」と呼ばれ、毎年11月1日 - 3日に行われる（https://twitter.com/seijofestival）
- 成城学園（幼稚園、小学校、中学校、高校、大学）全体で文化祭として行われる。

### スポーツ
- 毎年5月に、伊勢原スポーツデー（学長杯）が開催されている。成城学園伊勢原総合グランドが会場である。軟式野球、サッカー、ソフトボール、硬式庭球の4種目が行われる。
- 毎年10月に、東京四大学対抗による四大学運動競技大会（通称、四大戦）が行われている。
- 毎年12月に、成城レガッタが埼玉県戸田オリンピックボートコースにおいて行われている。
- ラグビー部は関東大学ラグビー対抗戦グループBグループに所属している。ヘッドコーチは井手光裕。
- 硬式野球部は首都大学野球連盟2部Bグループに所属している。
- 合気道部は富木合気道という会派に属し過去に数回全国学生合気道競技大会で優勝する等している。
- アメリカンフットボール部は関東学生アメリカンフットボール連盟２部Ａブロックに所属している。

## 大学関係者と組織

### 大学関係者組織
- 成城大学の同窓会は、学校法人成城学園および旧制諸学校まで含めた成城学園全体の同窓会である成城学園同窓会となっており、大学のみの同窓組織ではない。成城学園同窓会には支部が存在しており、通常「○○成城会」という名称が付いている。同窓会が公認している地域支部の他、職域支部も存在しており、ホテル成城会などが活動している。

## 施設

### 成城キャンパス
- 交通アクセス：小田急線成城学園前駅から徒歩3分
  - 全学部・研究科、幼稚園、初等学校、中学校、高校が同一の敷地内にあるワンストップ型キャンパスとなっている。学校法人成城学園では、それらの校地を「成城キャンパス」と呼んでいる。
  - 成城キャンパスの敷地面積は約4万坪[23]。

### 建物
- 1号館から8号館まである。原則として建築順に番号が振られている。ただし、3号館は2007年に同じ場所に建て替えたため一番新しい。4号館、6号館という名称は存在しないが、これに相当するのは旧図書館（現図書館裏の建物。民俗学研究所、経済研究所等が入居）と現図書館である。
- このほかトレーニングセンター（体連部室を含む）、文連ハウス、体育館、法人事務局棟（大学学生食堂棟）などがある。
- さらに、学園共通の建物として、2015年にリニューアルした澤柳記念講堂などがある。

### アクティブ・ラーニング施設
- 能動的で主体的な学習＝アクティブ・ラーニングが可能なスペースを拡充している[24]。
  - 大型ディスプレー、パソコン、可動式のテーブル等を配し、授業時間以外の自主的なグループワークやディスカッションといった学習形態に対応している。
  - 図書館（1F、2F、3F、B1)[25]、文芸学部共用研究室（3号館3F）[26]、ゼミ室(3号館2F)など

### 校内運動施設
- トレーニングセンター
  - プール（25m×4コース、ジャグジーバス、採暖室）、マシンジム、トレーニングルーム（バスケットボール、バレーボール、バドミントン、卓球、ダンス等が可能）
  - 体連部室
- 第1グラウンド
- 第2グラウンド - 2012年に人工芝化
- 体育館
- 弓道場
- 屋外プール（50m、小プール）
  - プールの水は、地下水を利用している。
- 大学テニスコート（3面） - 2014年にオムニコート化

- 学園内の高校以下の体育施設を利用することもある。

### 学生食堂・書店・売店等
- 学生食堂（大学学生食堂棟・法人事務局棟 1F）
- ちかぱん（学生喫茶室　大学学生食堂棟・法人事務局棟 地下1F）2019年リニューアル
- 学生ラウンジ（7号館地下1F）2012年リニューアル

- 三省堂書店（大学学生食堂棟）
- コンビニ（大学学生食堂棟）
- 売店（3号館学生ホール）

### 校外施設
- 学園共通の校外施設として下記がある[27]。
  - 伊勢原総合グランド（神奈川県伊勢原市）
    - 宿泊施設（約200名収容）、グランド（サッカー等）、野球場、テニスコート（クレー、オムニ）、馬術部厩舎など、隣に伊勢原市総合運動公園がある。

  - 白樺荘（長野県北佐久郡軽井沢町）
    - 二棟、約160名収容

  - 太極荘（長野県白馬栂池高原：長野県北安曇郡小谷村）
    - 約30名収容できる山小屋

### その他の施設
- 成城池
  - 1927年頃、運動場整備にあたって盛り土をとったあとにできたドーナツ状の池。世田谷百景の1つ。
  - 当初は仙川と同じレベルで水の出入りがあったらしいが、仙川を掘り下げたため独立した池となった。
  - 成城池と文連ハウスに夾まれたところにラクウショウの高木がある。
  - 過去に様々な生き物を学園各学校の学生や生徒が放流したためかフナやアメリカザリガニなどありとあらゆる生き物が生息している。
  - 2012年に成城池およびその周辺の環境整備工事が行われた。ヘドロの除去、池底に防水シート敷設、中の島の護岸工事、石敷きの浜辺新設、周辺樹木の剪定、公園部分の整備のほか周辺環境の整備工事も併せて実施した[28]。
- 桜並木（第一グランド沿い）
  - 第一グランドと仙川の間の通路沿いにある。経済学部卒業生のシンガーソングライター森山直太朗の「さくら」の原風景となった場所である[29]
- 成城のイチョウ並木
  - 成城大学正門前の道路沿いにある。昭和初期成城学園の学童も参加して植樹された。今や大きく育ち、季節ごとに豊かに表情を変える様子は、成城の象徴的な景観となっている。世田谷百景にも選ばれている[30]。

## 対外関係

### 関係大学
- 旧制七年制高等学校
旧制七年制高等学校の流れを汲む下記大学および旧制7年制高等学校相当の教育機関であった旧制学習院高等科を母体に設置された学習院大学とは現在でも関係が深く、特に在京の4大学（成城、学習院、武蔵、成蹊）で東京四大学というグループを形成し、四大学戦という学校対抗スポーツ競技戦を毎年開催している。
  - 学習院大学
  - 武蔵大学
  - 成蹊大学
  - 甲南大学（兵庫県）
- リベラルアーツ5学園
成城・学習院・成蹊・武蔵・甲南の5大学からなる「リベラルアーツ5学園」は旧制高等学校をルーツに持ち、総合的な人間力を養う"リベラルアーツ"の伝統を受け継ぎ、現代に発展させてきた5つの学園で毎年「リベラルアーツ5学園進学相談会in大学フェア」を毎年合同で開催している。当日は、各大学の職員や現役大学生が応じる「大学個別相談ブース」や、受験勉強法や大学での学びなどについて現役大学生に気軽に相談できる「在学生相談コーナー」のほか、「総合学習相談コーナー」「進路カウンセリングコーナー」「資料配布コーナー」などを設置する[31]。
  - 学習院大学
  - 成蹊大学
  - 武蔵大学
  - 甲南大学
- 玉川大学
成城学園から1929年（昭和4年）に枝分かれして、当時成城学園の幼稚園・小学校・高等女学校・高等学校の校長事務取扱だった小原國芳が学校法人玉川学園を創立した。
創立者の小原國芳が成城学園の校長を務めていた関係で、オーストリア国立スキー学校の校長を務めていたクルッケンハウザーを共同で招聘するなどした。
小原國芳が1933年(昭和8年）に起きた成城事件（成城学園事件、成城騒動）[32]で成城学園を離れ、玉川学園の経営に専念するようになってからは次第に疎遠となっている。
- 和光大学
1933年（昭和8年）に起きた成城事件（成城学園事件、成城騒動）[33]に伴い、小原國芳擁護派によって1933年に成城学園から分離独立した和光学園が設置している大学。近年はあまり交流が無い。
- 明星大学
元々は成蹊実務学校（現在の成蹊大学の前身）の系譜であったが、創設者である成蹊実務学校の教員出身の児玉九十が成城学園の小原國芳と親しく、小原の甥の児玉三夫が児玉九十の養子に入り理事長を継いだ頃から成城学園、玉川学園と関係が深まった。なお、東京都三鷹市の明星学園（みょうじょう）も成城学園の教師であった赤井米吉らの設立によるものだが、明星大学（めいせい）とは別法人である。
- 大正大学
澤柳政太郎は仏教教育に関心が高く、同校の設立構想に関与した。発足後澤柳は初代学長に就任し、成城学園理事長・校長と兼任した。

### 他大学との協定
国際・学術交流等協定校
- イギリスのダラム大学等と国際協定を結んでいる。
- アメリカ合衆国
  - ウィスコンシン大学ミルウォーキー校（ウィスコンシン州）
  - モンタナ大学（モンタナ州）
  - サンディエゴ州立大学（カリフォルニア州）
  - アリゾナ州立大学（アリゾナ州）
  - パデュー大学（アメリカ）
- カナダ
  - アルバータ大学（アルバータ州）
- 中華人民共和国
  - 清華大学（北京市）
  - 復旦大学（上海市）
- イギリス
  - シェフィールド大学（イギリス）
  - ダラム大学（イギリス）
- オーストラリア
  - ニューカッスル大学（ニューサウスウェールズ州）
- ドイツ
  - フリードリヒ・アレクサンダー大学エアランゲン＝ニュルンベルク（ドイツ）
  - ドレスデン工科大学（ドイツ）
- フランス
  - 西部カトリック大学（フランス）
  - ストラスブール大学（フランス）
- ベルギー
  - ルーヴェン・カトリック大学（ベルギー）

## 企業からの評価

### 出世力
ダイヤモンド社の2006年年9月23日発行のビジネス誌「週刊ダイヤモンド」94巻36号（通巻4147号）「出世できる大学」と題された特集の出世力ランキング（日本の全上場企業3,800社余の代表取締役を全調査）で、同大学は、2006年時点で存在する744大学中第24位にランキングされた。

## 交通アクセス
- 小田急小田原線の「成城学園前駅」から徒歩3分。

## 附属学校
- 成城幼稚園
- 成城学園初等学校
- 成城学園中学校
- 成城学園高等学校